# 波格丹齐市镇

波格丹齐市镇在马其顿的位置

波格丹齐市镇，为北马其顿共和国东南部的一个市镇，行政中心为波格丹齊。该市镇西邻蓋夫蓋利亞市鎮，北邻瓦蘭多沃市鎮，东邻多伊兰市镇，南邻希腊。总面积114.54 km²，总人口8707（2002）。该市镇属东南统计区。